# スベンスカ・セルローサ
スベンスカ・セルローサ（スウェーデン語: Svenska Cellulosa Aktiebolaget SCA、通称SCA）は、スウェーデン北東部・スンツヴァルに本社を置き、パルプなどの林産品や紙製品の製造を行う株式会社。ナスダック・ストックホルム上場企業（Nasdaq Nordic SCA A、Nasdaq Nordic SCA B）。

## 沿革
SCAは1929年11月、実業家のイーヴァル・クルーガーにより、スンツヴァルとKramforsに立地していた10の林業企業の持株会社として設立された。1932年にクルーガーによる経営が終わったのちは、大手銀行のスベンスカ・ハンデルスバンケンの資本下で運営された。1950年に株式を上場、以降1965年までAxel Gustaf Torbjörn Enströmによって運営され、最新鋭の機械を導入した工場の整備・拡張が行われたが、1960年代には林業の頭打ちが顕著となったため、パッケージ事業・段ボールの製造事業を中心に投資が行われた。
1975年、ヨーテボリに拠点を持つパーソナルケア用品大手のメンリッケ（Mölnlycke）を買収（1997年に売却、現在のメンリッケヘルスケア）、この時期からSCAはパーソナルケア用品企業の買収を進め、設立当初からのパルプ・紙事業を継続する一方、パーソナルケア用品の世界大手としての側面も加えていた。
2017年6月15日、パーソナルケア用品部門がエシティの企業名でIPOを認められ分離、SCAは、スンツヴァルを拠点に、スウェーデン北部の森林資源を活用する製紙・再生エネルギー企業へ変化している。

## 日本におけるSCA
日本では、スベンスカ・セルローサと日本の商社であるフェニックスコーポレーションの合弁企業として「SCA Japan株式会社」が、2014年4月、東京（芝大門）に設立されたが、2019年に同法人は閉鎖した。
パーソナルケア用品については、1970年代以降「TENA（テーナ）」のブランド名で排泄ケア用品の販売事業を行っていたが、本国でパーソナルケア用品部門がエシティとして分離したことに伴い、2017年6月からエシティとユニ・チャームの合弁による販売に移行した。